# Besa (metralhadora)
A Besa era uma versão britânica da metralhadora tchecoslovaca ZB-53, resfriada a ar e alimentada por fita (chamada de TK vz. 37 no exército tchecoslovaco).
O nome veio da Birmingham Small Arms Company (BSA), que assinou um acordo com a Československá zbrojovka para fabricar a arma no Reino Unido. O Departamento de Guerra encomendou a arma em 1938 e a produção começou em 1939, após modificações.
Foi amplamente utilizada pelas forças armadas do Reino Unido durante a Segunda Guerra Mundial como metralhadora montada em tanques e outros veículos blindados, substituindo a metralhadora Vickers, mais pesada e resfriada a água. Embora exigisse uma abertura bastante grande na blindagem do tanque, era confiável.

## Desenvolvimento e uso

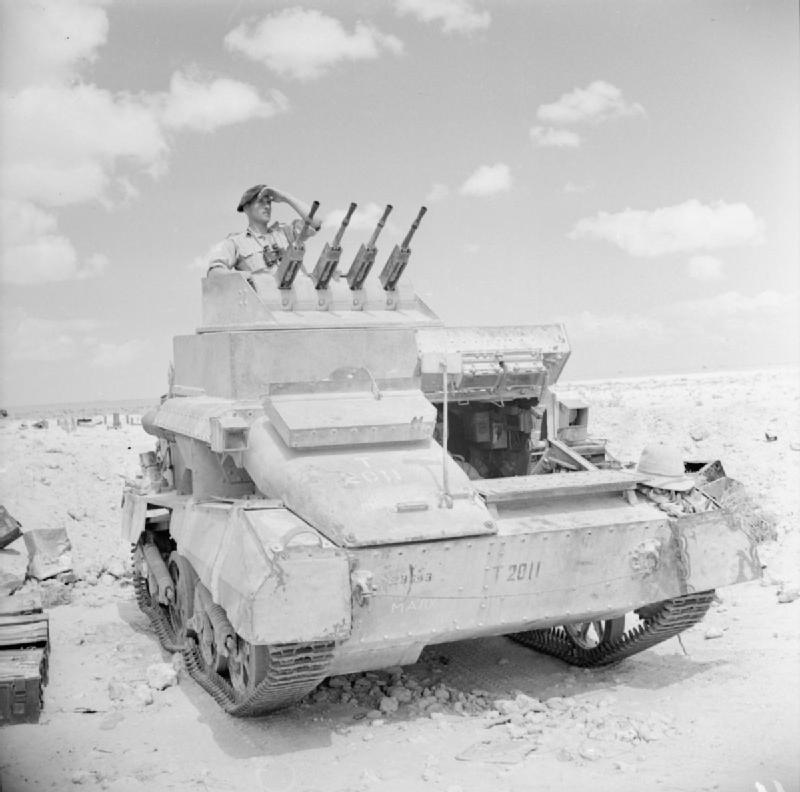
Tanque leve Vickers AA Mk I com 4 metralhadoras Besa.

Embora as forças britânicas usassem a munição .303 British com aro para fuzis e metralhadoras, a ZB-53 havia sido projetada para a munição alemã 7,92×57mm Mauser; chamada pelos britânicos de 7,92 mm. Os britânicos pretendiam mudar de munição com aro para munição sem aro, mas com a guerra iminente, uma mudança radical não foi possível. A BSA e o Ministério do Abastecimento acreditavam falsamente que a dificuldade industrial, técnica e de fornecimento de converter o projeto para a munição .303 seria mais onerosa do que manter o calibre original, especialmente considerando que a cadeia de suprimentos do Royal Armoured Corps já estava separada das outras armas de combate do Exército Britânico e a munição não foi alterada para a produção britânica. Como a Besa usava a mesma munição que a Alemanha usava em seus fuzis e metralhadoras, os britânicos podiam usar estoques de munição inimiga capturada, embora sem a capacidade de usar suas fitas de munição como embaladas.
A versão .303 da ZB-53 foi apresentada às autoridades britânicas no início de 1937 e passou nos testes de campo em novembro de 1937 com louvor (0,5% de paradas); no entanto, em setembro de 1937, o Comitê de Armas Leves já havia decidido que queria a versão de 7,92 mm, para a qual a BSA já estava se preparando devido à urgência.
A versão Mark II, produzida sob licença pela BSA em Birmingham, em oposição à Mk I da ZB, entrou em serviço em junho de 1940. O projeto foi modificado para ser produzido de forma mais rápida e econômica, e três modelos simplificados, a Mark II*, Mark III e Mark III*, entraram em serviço em agosto de 1943. A Mark II* foi um modelo de transição projetado para usar as novas peças simplificadas, mas era compatível com a Mark II. Todas essas versões tinham um seletor para fornecer uma alta cadência de tiro (750–850 tiros por minuto) para combate em curtas distâncias ou alvos focados ou uma baixa cadência de tiro (450–550 tiros por minuto) para combate de longo alcance ou alvos de área. As versões Mark III e Mark III* dispensaram esse seletor e tinham peças simplificadas como a Mark II*, mas eram incompatíveis com a Mark II. A Mark III tinha uma alta cadência de tiro fixa (750–850 tpm) e a Mark III* tinha uma baixa cadência de tiro fixa (450–550 tpm). As Mark III danificadas ou com defeito eram convertidas para Mk III* nas fábricas durante o reparo.
As versões anteriores da Besa 7,92 mm, Mark I, Mark II e Mark II*, usadas durante a guerra, foram declaradas obsoletas em 1951, e todas as versões Mark III foram convertidas para a Mark III*. A Mark III/2, introduzida em 1952, foi uma conversão da Mark III* com um novo suporte e cobertura do corpo. A Mark III/3, introduzida posteriormente em 1954, foi uma conversão da Mark III/2 que substituiu o cano e a luva e aumentou as aberturas de gás no cilindro de gás para facilitar o uso de fitas de munição mista. As Mark III/2 e Mark III/3 do pós-guerra permaneceram em serviço até o final da década de 1960.